# Gneus
Gneus település Németországban, azon belül Türingiában. Lakosainak száma 144 fő (2023. december 31.).

## Népesség
A település népességének változása:
| Lakosok száma | 157  | 151  | 149  | 144  | 144  |
|               | 2017 | 2019 | 2021 | 2022 | 2023 |